# Samanta
Samanta – imię żeńskie o semickim – aramejskim – pochodzenia. Znaczyć mogło słuchająca, ale inne źródła sugerują związek z imieniem męskim Samuel. Imię ma stosunkowo krótką historię. Pojedyncze wypadki wystąpienia tego imienia odkryto w kronikach rodzin z Nowej Anglii z XVIII wieku. Nie używano go praktycznie do lat siedemdziesiątych XX wieku, kiedy w telewizji pojawił się serial „Bewitched”, w Polsce nadawany pod tytułem „Ożeniłem się z czarownicą”.  Jego tytułowa bohaterka, sympatyczna czarownica, nosiła właśnie imię Samantha. Od tego czasu imię Samanta stało się bardziej powszechne. 
W Polsce jest to jedno z nowych imion, które w XXI wieku zyskało na popularności. W 2000 roku występowało 1563 razy, a w styczniu 2025 r. w rejestrze PESEL, wśród publicznie dostępnych danych dotyczących osób żyjących, wykazano 3507 kobiet o imieniu Samanta nadanym jako imię pierwsze. Nadano również formy: Samantha (678) oraz Samanda (6), których liczba również wzrosła w porównaniu do 2000 roku (odpowiednio: 66 i 5). Dla porównania, najczęściej nadane jako żeńskie imię pierwsze – Anna, nosi 1068330 osób. 
Samanta imieniny obchodzi 9 marca. 

## Imię Samanta w innych językach[8]
- łacina – Samantha,
- angielski – Samantha,
- białoruski – Samanfa,
- bułgarski – Samanta,
- rosyjski – Samanta, Samanfa,
- słowacki – Samanta,
- słoweński – Samanta.

## Kobiety o imieniu Samanta
- Samantha Fox – brytyjska piosenkarka i modelka,
- Samanta Janas – polska aktorka, modelka, fotografka, pierwsza żona Macieja Stuhra,
- Samantha Smith – tenisistka brytyjska,
- Samantha Stosur – tenisistka australijska.